# 追星殺手
《追星殺手》是大島琳太郎繪製的殺手題材日本漫畫，於2022年11月15日在《Harta》的第99卷開始連載。

## 故事簡介
令人畏懼的傳說中的「殺人機器」殺手淵堂終因遇見地下偶像團體蘿～潔希亞的小香李而獲得人生的光芒。然而，某天他做骯髒的工作時逐漸開始思考作为小香李的粉絲做得對嗎？最终淵堂終決定退休，這樣他就能够為他的推感到自豪。然而，他的身體卻根深蒂固他多年以來修練的「黑暗法則」…

## 登場人物
以下為電視廣告版的聲優。

### 主要人物
淵堂終（聲：細谷佳正）
本作主角。殺手。身上時時刻刻穿著特質的西裝。因訓練有素而導致對於任何攻擊都會以最快的速度避開。
小香李
地下偶像之一，淵堂終的偶像同時也是首相的女兒。

## 出版書籍

### 漫畫
| 卷數 | KADOKAWA       | KADOKAWA               | 台灣角川      | 台灣角川               |
| 卷數 | 發售日期       | ISBN                   | 發售日期      | ISBN                   |
| ---- | -------------- | ---------------------- | ------------- | ---------------------- |
| 1    | 2023年11月15日 | ISBN 978-4-047-37638-0 | 2024年11月7日 | ISBN 978-6-264-00814-3 |
| 2    | 2024年4月15日  | ISBN 978-4-047-37943-5 |               |                        |
| 3    | 2025年2月15日  | ISBN 978-4-047-38233-6 |               |                        |

## 外部連結
- Comic Walker（日語）
- Harta （页面存档备份，存于）（日語）